# 영명 축일

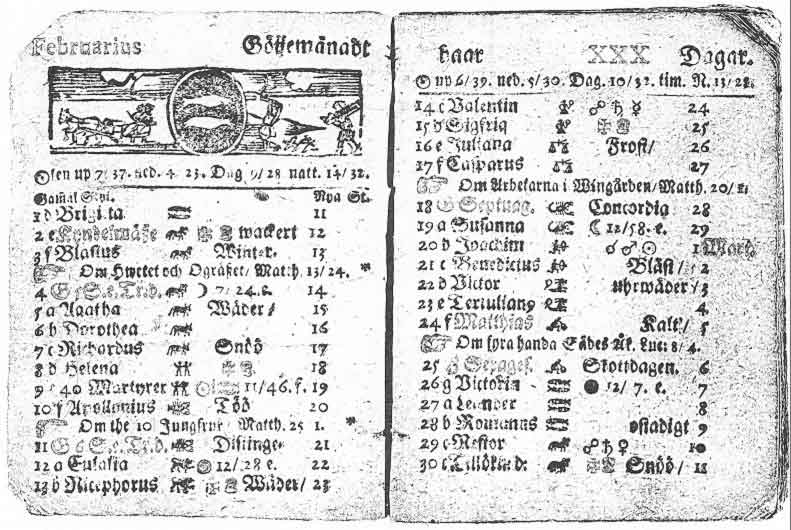

영명 축일(靈名祝日) 또는 이름날, 이름의 날은 로마 가톨릭교회에서 비롯되어 유럽 및 남아메리카 여러 나라에서 즐기는 명절로, 그 해 특정 날짜마다 정해져 있는 사람의 이름을 축하하는 날이다. 유럽의 이름 짓기는 성인(聖人)의 이름에서 따오는 일이 많아서 특정 날짜의 성인 이름이 곧 영명 축일이 된다. 원래 종교 관습에서 온 것이나, 현재 유럽이나 유럽 문화권에 속하는 지역에서는 크게 종교적 의미를 두고 있지 않은 경우가 많다.

## 역사
영명 축일 풍습은 중세 유럽의 정교(正敎)와 천주교에서 비롯된 관습이며, 그 밖에 개신교를 믿는 영국, 스칸디나비아 나라들도 천주교 전통으로 영명 축일 풍습을 물려받았다. 이름이 카를(Karl, Carl)인 사람은 스웨덴에서 1월 28일이 자기 이름날인데, 이날은 카롤루스 대제가 죽은 날이다. 교회는 생일보다 영명 축일을 더 널리 장려하였는데, 생일 축하를 이교 관습으로 본 까닭이다.

## 같이 보기
- 성인력
- 슬라바 (전통)